# بابی وی
بابی وی (انگلیسی: Bobby Vee؛ ۳۰ آوریل ۱۹۴۳ – ۲۴ اکتبر ۲۰۱۶) یک موسیقی‌دان سبک پاپ اهل ایالات متحده آمریکا بود. وی بین سال‌های ۱۹۵۹ تا ۲۰۱۴ میلادی فعالیت می‌کرد.